# 세원교통
세원교통은 인천광역시의 시내버스 회사이고 본사는 인천광역시 부평구 청농로 7 (청천동)에 있다.

## 주요 연혁
- 2016년 1월 27일: 인천광역시 서구 가정로 231, 4층 (석남동)에서 자본금 50,000,000원으로 설립.
- 2017년 9월 19일: 김수봉 대표이사 취임. (김수성, 김수봉 2인 대표이사 체제)
- 2017년 12월 22일: 김수봉 대표이사 사임. (김수성 대표이사 체제)
- 2019년 1월 27일: 김수봉 대표이사 퇴임. 김창식 대표이사 취임.
- 2019년 2월 7일: 본사를 서구 가정로에서 현 위치인 부평구 청농로로 이전.
- 2019년 6월 7일: 회사 명칭을 정희운수 주식회사에서 현 명칭인 세원교통 주식회사로 변경.

## 보유 노선
| 운행노선 | 운행구간   | 운행구간 | 운행구간               | 배차간격 (분) | 인가 대수 | 비고                        |
| -------- | ---------- | -------- | ---------------------- | ------------- | --------- | --------------------------- |
| 903번    | 월드아파트 | ↔        | 롯데백화점(인천터미널) | 16            | 14        | 영종운수에서 양도받은 노선. |

## 보유 차종

#### 현대자동차
- 현대 뉴 슈퍼에어로시티

#### 자일대우버스
- 대우 BS106 로얄 시티